# 飯塚章
飯塚 章（いいづか あきら）は、日本の建築家。
1980年代からは埼玉県川口市とその周辺地域で設計活動を展開している。埼玉県出身。

## 経歴
- 1959年、埼玉県立浦和高等学校卒業
- 1965年、日本大学理工学部建築学科卒業
- 1965年、川添建築設計事務所入社
- 1971年、株式会社RE設計事務所設立。1979年まで、事務所を日本橋におき仲間5人と設計活動を展開
- 1979年、川口ショッピングセンターの設計受託を契機に、事務所を川口に移転。川口市の都市再開発構想提案
- 1984年、川口市東西口再開発計画デザインコントロール委員・川口市公共施設デザイン検討委員
- 1992年、日本大学理工学部建築学科非常勤講師
- 1998年、川口市行政審議員

## 作品
- 市ヶ谷駅前ビル(住友銀行)
- トキタ種苗本社及び研究農場
- 蕨駅前ブックセンター
- 南前川の家
- 川口市立水上自然の家　群馬県水上町　1990年
- 川口市立戸塚西保育所　川口市　1994年～1995年
- 川口市立芝福祉センター  川口市  1997年～1998年
- 浦和土木事務所朝霞支所  朝霞市  1997年～1998年
- 川口市立戸塚南小学校  川口市  2002年～2003年
- 川口ショッピングセンター
- 斎場「芝センター」
- 銀座アスター社員寮